# Струя (Московская область)
Струя — посёлок в Шатурском муниципальном районе Московской области. Входит в состав городского поселения Черусти. Население — 76 чел. (2010).

## Расположение
Посёлок Струя расположен в восточной части Шатурского района, расстояние до МКАД порядка 160 км. Высота над уровнем моря 127 м.
В поселке расположена одноимённая железнодорожная платформа.

## История
Посёлок основан в начале XX века для строителей железной дороги.
До 2004 года посёлок находился в административном подчинении рабочему посёлку Черусти, после был передан в Пустошинский сельский округ.

## Население
| 2006 | 2010 |
| ---- | ---- |
| 2    | ↗76  |